# Fine della seconda guerra mondiale in Europa

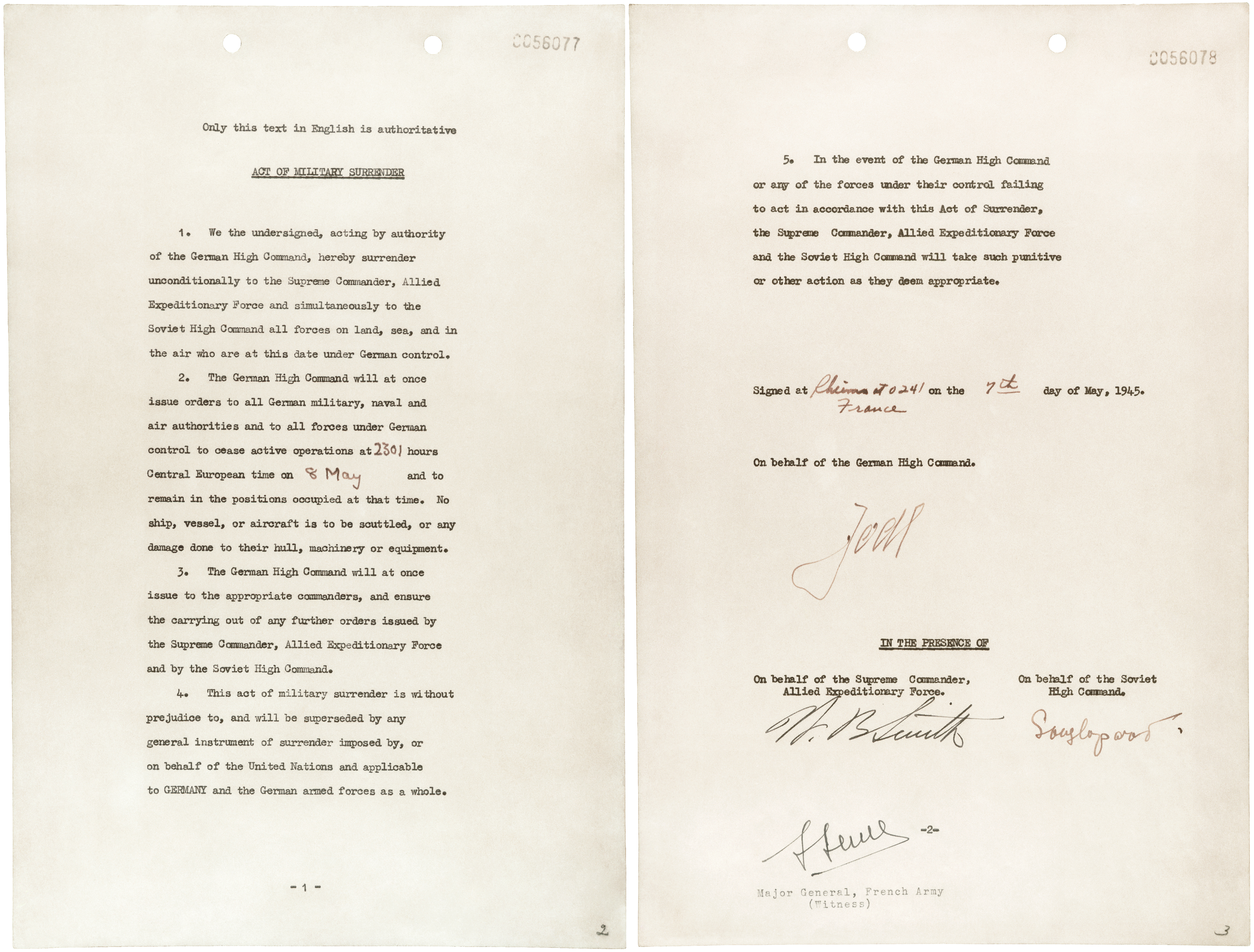
Il documento di resa firmato il 7 maggio 1945 dal generale Alfred Jodl

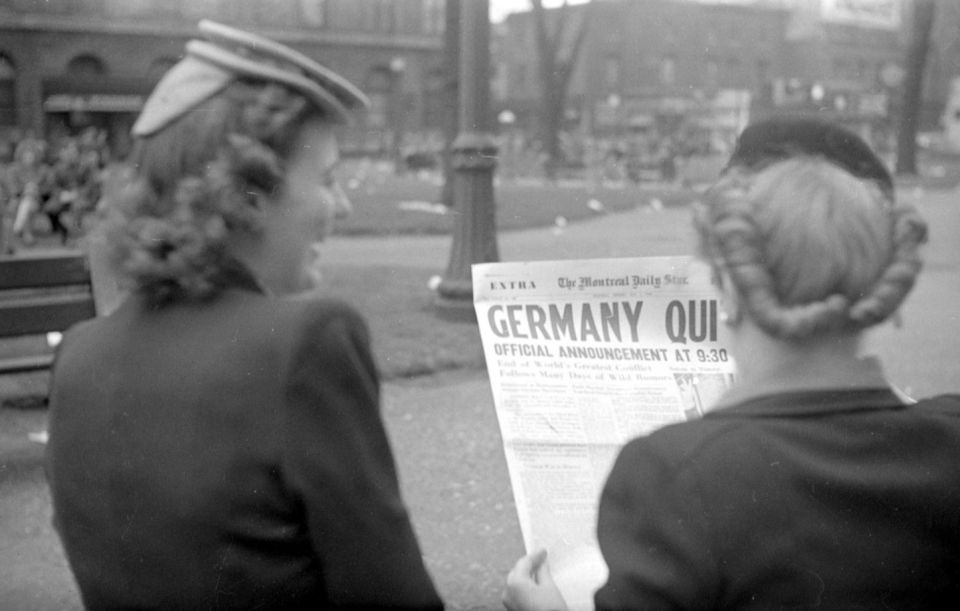
La prima pagina del The Montréal Daily Star annuncia la resa tedesca

La fine della seconda guerra mondiale in Europa si ebbe con la resa della Germania nazista dopo le battaglie finali del teatro europeo della seconda guerra mondiale che ebbero luogo tra la fine di aprile e l'inizio di maggio del 1945.

## Cronologia
- L'esercito sovietico e quello statunitense si incontrano il 25 aprile, tagliando la Germania in due. Le prime unità a prendere contatto sono la 69ª divisione di fanteria statunitense e la 58ª divisione sovietica vicino a Torgau sul fiume Elba.
- Morte di Mussolini. Il 27 aprile, mentre gli Alleati si avvicinano a Milano, Benito Mussolini viene catturato da partigiani italiani mentre stava cercando di fuggire in Svizzera insieme all’amante Claretta Petacci (o, secondo altri, verso il Ridotto alpino repubblicano). Il 28 aprile gli altri esponenti di spicco della RSI (tra cui Alessandro Pavolini e Francesco Maria Barracu) vengono portati a Dongo e fucilati. Mussolini e Claretta Petacci, invece, sono fucilati a Giulino di Mezzegra. I corpi vengono trasportati a Milano ed esposti alla folla.
- Morte di Hitler. Alle ore 15.15 circa del 30 aprile, mentre sopra di lui infuria la fase conclusiva della battaglia di Berlino, rendendosi conto, seppur con estremo ritardo, che tutto era perduto, Adolf Hitler si suicida nel bunker della Cancelleria assieme a sua moglie Eva Braun. Nel suo testamento, Hitler nomina l'ammiraglio Karl Dönitz nuovo Reichspräsident e Joseph Goebbels nuovo Cancelliere del Reich (Reichskanzler). Tuttavia Goebbels si suicida già il 1º maggio. Lutz Graf Schwerin von Krosigk, che era stato nel governo di Hitler Ministro delle finanze fin dal 1933, ma mai membro del NSDAP, viene chiamato dal presidente Dönitz a succedergli. Von Krosigk, tuttavia, rifiuta di ricoprire la carica di Cancelliere della Germania, assumendo la qualifica di Primo Ministro. Dönitz quindi assume contemporaneamente la carica di Reichspräsident e quella di Reichskanzler.
- Conquista del palazzo del Reichstag. Alle ore 22.50 del 30 aprile i sergenti sovietici Meliton Kantaria e Michail Egorov innalzano sul tetto del palazzo del Reichstag la bandiera della Vittoria dell'Armata Rossa.
- Le forze tedesche in Italia si arrendono. Il 1º maggio il generale delle SS Karl Wolff e il comandante in capo della 10ª armata tedesca, generale Heinrich von Vietinghoff, dopo lunghi negoziati segreti e non autorizzati con gli Alleati, ordinano a tutte le forze tedesche in Italia di cessare le ostilità e firmano un documento di resa incondizionata.
- Le forze tedesche a Berlino si arrendono. Il 2 maggio termina la battaglia di Berlino. In quella data il generale Helmuth Weidling, comandante dell'area difensiva di Berlino, consegna senza condizioni la città al generale dell'Armata Rossa Vasilij Čujkov. Lo stesso giorno gli ufficiali al comando delle due armate a nord di Berlino (il generale Kurt von Tippelskirch al comando della 21ª armata e il generale Hasso von Manteuffel comandante della 3ª armata Panzer) si arrendono agli Alleati.
- Le forze tedesche nella Germania nordoccidentale, Danimarca, Paesi Bassi si arrendono. Il 4 maggio il feldmaresciallo britannico Bernard Law Montgomery riceve dai generali Hans-Georg von Friedeburg e Hans Kinzel la resa incondizionata di tutte le forze in Olanda, nella Germania nord-occidentale e in Danimarca, comprese le forze navali[1][2][3][4][5][6]
- Termine delle operazioni degli U-Boot. Il 5 maggio Dönitz ordina a tutti gli U-Boot di cessare le operazioni offensive e di tornare alle loro basi. Alle 14:30 il generale Hermann Foertsch comunica la resa di tutte le forze comprese tra le montagne della Boemia e il fiume Eno al generale statunitense Jacob L. Devers, comandante del 6º gruppo. Alle 16:00 il generale Johannes Blaskowitz, comandante in capo in Olanda, si arrende al generale canadese Charles Foulkes, nella piccola città olandese di Wageningen, alla presenza del principe Bernhard (facente funzioni di comandante in capo delle forze interne olandesi)[5][6]. A Dresda Martin Mutschmann fa sapere che sta per essere lanciata un'offensiva tedesca in larga scala sul fronte orientale. Due giorni dopo viene catturato dalle forze sovietiche mentre cerca di fuggire[7].

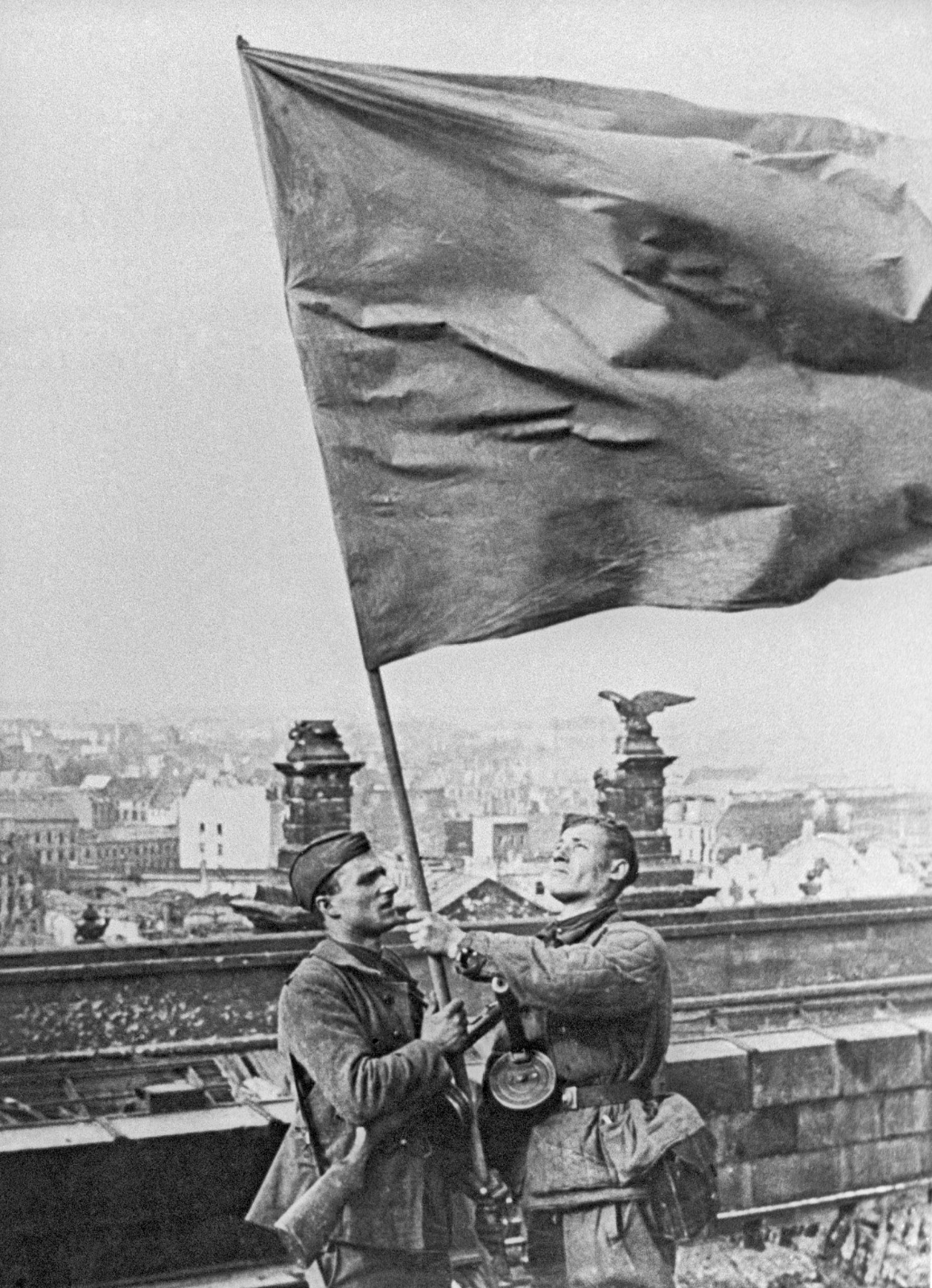
I sergenti Meliton Kantaria e Michail Egorov sventolano la bandiera rossa della vittoria sul tetto del palazzo del Reichstag al termine della battaglia di Berlino

- Le forze tedesche a Breslavia si arrendono. Il 6 maggio alle 18:00 il generale Hermann Niehoff, al comando della città-fortezza di Breslavia, circondato e assediato da mesi, si arrende ai sovietici[6].
- Jodl e Keitel si arrendono. Un'ora e mezza dopo la caduta della fortezza di Breslavia, il generale Alfred Jodl giunge a Reims e, seguendo le istruzioni di Dönitz, offre la resa di tutte le forze tedesche che stavano combattendo contro gli Alleati occidentali[8]. Eisenhower pretende invece la resa incondizionata di tutte le forze tedesche, comunicando a Jodl che, in caso contrario, avrebbe ordinato la chiusura delle linee occidentali ai soldati tedeschi, costringendoli ad arrendersi ai sovietici[8]. Jodl informa Dönitz della posizione di Eisenhower. Poco dopo la mezzanotte, Dönitz, accettando l'inevitabile, invia un messaggio a Jodl, autorizzando la completa e totale resa di tutte le forze tedesche[6][8]. Alle 02:41 della mattina del 7 maggio 1945 il generale Alfred Jodl firma nei quartier generali Alleati di Reims in Francia i documenti di resa della Germania[9]. I documenti stabiliscono che la cessazione delle attività della Germania deve avvenire alle 23:01 CET dell'8 maggio 1945[1]. Il giorno successivo il feldmaresciallo Wilhelm Keitel, assieme ad altri rappresentanti dell'alto comando (Oberkommando der Wehrmacht), giungono a Berlino, dove firmano un documento simile, alla presenza del maresciallo Georgij Žukov, arrendendosi esplicitamente alle forze sovietiche[10]. La cerimonia della firma avviene in una villa in cui era stato posto il Comando sovietico, nella periferia orientale di Berlino, nel quartiere di Karlshorst, divenuto decenni dopo l'attuale museo russo-tedesco.
- Vittoria alleata in Europa. La resa viene firmata il 7 maggio a Reims tra la Germania e gli anglo-americani, ma, per volere di Stalin, viene firmata una seconda resa a Berlino nella tarda notte dell'8 maggio (già il 9 maggio a Mosca), per cui, mentre Stati Uniti e Regno Unito dichiarano l'8 maggio il giorno della vittoria in Europa, secondo il tempo di Mosca la resa della Germania avviene il 9 maggio, e quindi l'anniversario della vittoria viene proclamato il 9 maggio.
- Il governo di Dönitz viene sciolto da Eisenhower. Karl Dönitz continuò a occupare la carica di capo di Stato, ma il suo Governo di Flensburg (chiamato così poiché era situato a Flensburg) venne dissolto dopo la resa dell'8 maggio. Il 23 maggio 1945 viene inviato un ufficiale inglese a Flensburg per riferire l'ordine di Eisenhower di sciogliere il governo e arrestare i suoi membri. Anche se le forze della Germania si erano arrese incondizionatamente, il comando alleato (Supreme Headquarters Allied Expeditionary Force) non aveva utilizzato il documento creato dalla "European Advisory Commission" e quindi non lo aveva fatto neppure il governo civile della Germania. Questo fu considerato un problema importante, poiché la resa dei civili, ma non dei militari, nel 1918 era stata utilizzata da Hitler per creare la leggenda della "pugnalata alle spalle". Gli Alleati non volevano fornire a un futuro governo ostile tedesco l'opportunità di sfruttare nuovamente questo argomento, perciò decisero di non riconoscere Dönitz e firmare un documento che creava il Consiglio di Controllo Alleato (Allied Control Council) e stabiliva che:

(US Department of State, Treaties and Other International Acts Series, No. 1520)
- Le unità tedesche cessano il fuoco. Sebbene i comandanti della maggior parte delle forze tedesche avessero obbedito all'ordine di arrendersi emesso dall'Oberkommando der Wehrmacht (OKW), l'Alto Comando delle forze armate tedesche, non tutti i comandanti lo fecero. Il contingente più numeroso a non farlo fu il Gruppo d'Armate Centro, sotto il comando del Generalfeldmarschall Ferdinand Schörner, il quale era stato promosso comandante in capo dell'esercito il 30 aprile nell'ultima volontà e testamento di Hitler. L'8 maggio, Schörner abbandonò il suo comando e volò in Austria, dove verrà arrestato dagli americani il 18 maggio[12]; l'esercito sovietico così inviò una forza schiacciante contro il gruppo d'armate Centro nell'offensiva di Praga, costringendo le unità tedesche a capitolare entro l'11 maggio. Le altre forze che non si arresero entro l'8 maggio si arresero frammentariamente:
- La Seconda Armata, sotto il comando del generale von Saucken, sulle teste di Heiligenbeil e Danzica, sulla penisola di Hel nel delta della Vistola, si arrese il 9 maggio, così come le forze sulle isole greche; le guarnigioni della maggior parte delle ultime tasche atlantiche in Francia, a Dunkerque (assediata dal settembre 1944) e La Rochelle (dopo l'assedio degli Alleati);
- La tasca atlantica di Lorient si arrende il 10 maggio;
- La tasca atlantica di Saint-Nazaire si arrende l'11 maggio;
- Battaglia di Slivice, l'ultima battaglia in Cecoslovacchia, il 12 maggio;
- Il 13 maggio, l'Armata Rossa fermò tutte le offensive in Europa. In questa data sono state raccolte tasche isolate di resistenza in Cecoslovacchia;
- Il presidio di Alderney, una delle Isole del Canale occupate dai tedeschi, si arrese il 16 maggio[13], una settimana dopo che le guarnigioni di Guernsey e Jersey si erano arrese il 9 maggio e quelle di Sark il 10 maggio;
- Un ingaggio militare ebbe luogo in Jugoslavia, nell'odierna Slovenia, il 14 e 15 maggio, noto come battaglia di Poljana;
- La rivolta georgiana di Texel (5 aprile - 20 maggio), combattuta tra unità dell'esercito collaborazionista nazista georgiano a Texel contro gli occupanti tedeschi di quell'isola olandese;
- L'ultima battaglia in Europa, la battaglia di Odžak tra l'esercito jugoslavo e le forze armate croate, si concluderà il 25 maggio[14][15].
- Una nuova Germania: a luglio/agosto i leader alleati pianificano il nuovo governo tedesco postbellico, reimpostano i confini del territorio, ordinano la smilitarizzazione e la denazificazione della Germania. Alla Conferenza di Potsdam i paesi dell'Asse vengono obbligati a risarcire i danni di guerra alle nazioni vincitrici. Viene deciso lo smembramento della Germania in quattro settori d'occupazione, da cui poi si origineranno la Germania Ovest e la Germania Est.
- Resa dell'ultima unità di combattimento tedesca: il personale della stazione meteorologica Haudegen, posta nelle norvegesi isole Svalbard, sino ad allora impegnato nella guerra meteorologica, si consegna agli Alleati il 9 settembre 1945, ultima unità della Wehrmacht a deporre le armi[16], alcuni giorni dopo l'Atto di resa giapponese del 2 settembre, che è considerato universalmente come il momento conclusivo della seconda guerra mondiale.